# Gabunia tessmanni
Gabunia tessmanni là một loài tò vò trong họ Ichneumonidae.